# Kyll
Die Kyll, ausgesprochen „Kill“ [kɪl], ist ein 127,6 km langer, linker Nebenfluss der Mosel. Sie fließt durch den zu Nordrhein-Westfalen gehörenden Landkreis Euskirchen und durch die zu Rheinland-Pfalz gehörende Landkreise  Vulkaneifel, Bitburg-Prüm, Trier-Saarburg und die kreisfreie Stadt Trier. Sie gehört zu den längsten Flüssen von Rheinland-Pfalz, weil die deutlich längeren Flüsse Mosel, Saar und Sauer grenzüberschreitend sind. Sie ist der längste und mit einer in Kordel gemessenen Wasserführung  von ca. 10 m³/s der wasserreichste Fluss der südlichen Eifel.
Die Kyll ist von der nordrhein-westfälischen Landesgrenze  bis zur Mündung ein Gewässer II. Ordnung.

## Namensdeutung
Der römische Staatsbeamte und Dichter Ausonius nannte in der Mosella, einer um 371 n. Chr. entstandenen Reisebeschreibung in Hexametern, die Kyll ein schnell fließendes, reißendes Gewässer: rapidus Celbis (V. 359). Im Mittelalter hat sich der Name zu Kila weiterentwickelt. Der Name Kyll geht auf das indogermanische Adjektiv *kelu vermutlich mit der Bedeutung „dunkel, schwarz“ zurück. Alternative Etymologien führen ihn auf keltische Wort für „Bach“, *gilum, zurück.

## Geographie

### Verlauf

#### Quelle
Die Kyll entsteht östlich der Bundesstraße 265 im Zitterwald bei der Ortschaft Losheimergraben.

#### Oberlauf

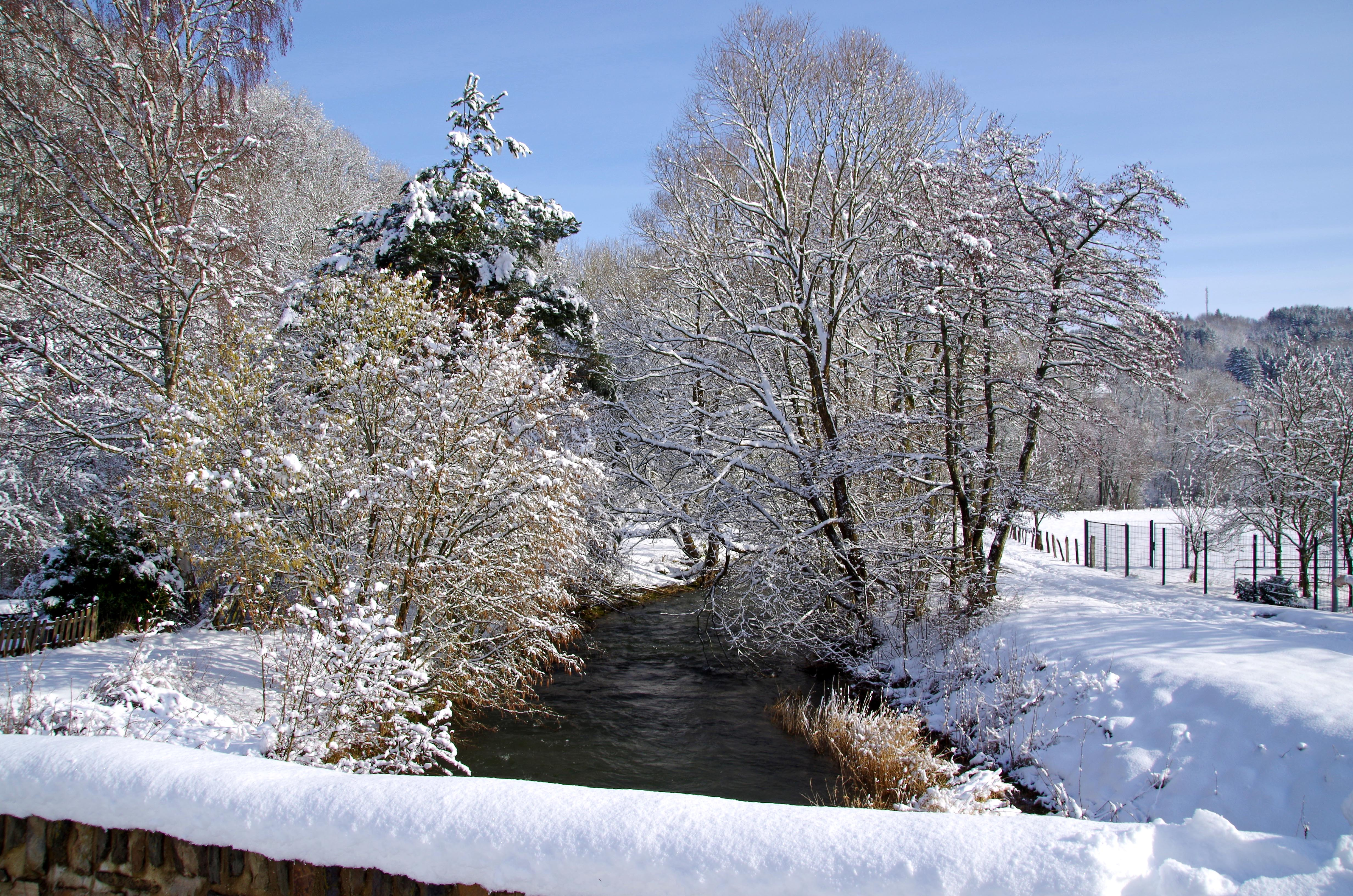
Kyll-Verlauf in Kronenburgerhütte

Die ersten 3,5 km Fließstrecke der Kyll – unterhalb von Losheimergraben – befinden sich in Nordrhein-Westfalen, wonach sie 900 m lang auf der Grenze zu Rheinland-Pfalz fließt, und der zunächst westnordwest-ostsüdostwärts laufende Fluss bildet wenige Kilometer unterhalb seines Ursprungs die natürliche Grenze zwischen dem Zitterwald im Norden und der Schnee-Eifel im Süden. Auf den nächsten 2,6 km verläuft der Fluss im rheinland-pfälzischen Landkreis Vulkaneifel durch den Norden des Gemeindegebiets von Hallschlag und dann auf 1,8 km Strecke wieder im nordrhein-westfälischen Kreis Euskirchen im Gemeindegebiet von Dahlem zwischen Schopphof und Frauenkron hindurch. Dann fließt er auf 1,3 km Länge unmittelbar westlich der Grenze in Rheinland-Pfalz und erreicht – nach Unterqueren der Bundesstraße 421 – den Kronenburger See, in den die Taubkyll einfließt und in dem die Kyll wieder nach Nordrhein-Westfalen wechselt. Entlang des Stausees und des Flusses verläuft auf der Trasse der stillgelegten Vennquerbahn ein Radweg. Nach dem Stausee läuft die Kyll durch den Dahlemer Ortsteil Kronenburg und erreicht 4,2 Fließkilometer unterhalb des Stausees, nach Unterqueren der Bundesstraße 51 und nach der Dahlemer Hammerhütte endgültig Rheinland-Pfalz.
Im dortigen Landkreis Vulkaneifel durchfließt die Kyll Stadtkyll, wo die Wirft einmündet. Ab Glaadt wird der Fluss – bis zu seiner Mündung – von der Bahnstrecke Hürth-Kalscheuren–Ehrang (Eifelstrecke) begleitet; die Bahnstrecke überquert den Fluss auf zahlreichen Brücken und durchschneidet innerhalb von Kyllschleifen liegende Höhenzüge in 10 Tunneln. Etwa ab Jünkerath dreht die Kyll nach Südosten. Danach passiert sie Gönnersdorf und fließt zwischen Birgel und Lissendorf hindurch. Bei der danach stehenden Crumps Mühle verlässt die B 421 den Fluss. Anschließend passiert die Kyll Ober- und Niederbettingen im Osten, Bolsdorf im Südwesten, Dohm im Südwesten und Bewingen im Nordosten. Dann umfließt sie den Schloßbrunnen Gerolstein und dreht dabei bis Pelm nach Süden; ab dem Schloßbrunnen wird sie von der Bundesstraße 410 begleitet.

#### Mittellauf

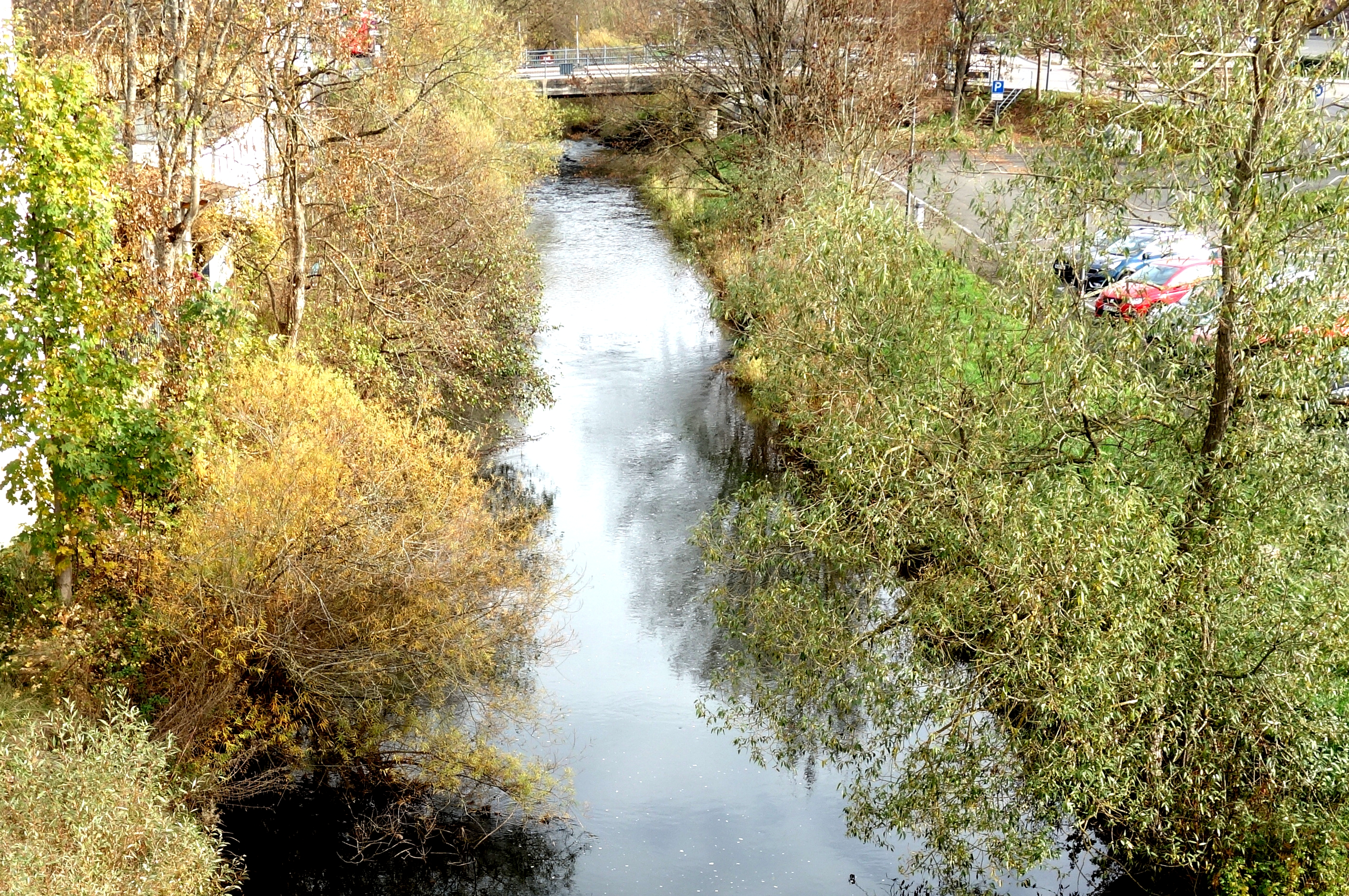
Kyll-Verlauf durch Gerolstein

Hiernach läuft der Fluss westwärts durch Gerolstein, wo er Ausläufer der Vulkaneifel durchbricht. Er wendet sich noch vor Lissingen, wo der Oosbach einmündet, wieder nach Süden. Nach der Ortschaft verlässt die B 410 den Fluss. Fortan läuft der Fluss windungsreich durch die Kyllburger Waldeifel (Waldeifel; Kylleifel). Vor Birresborn wendet er sich bis Mürlenbach nach Südsüdwesten und fließt südwärts nach und durch Densborn.
Hiernach wechselt die Kyll in den Eifelkreis Bitburg-Prüm über. Darin fließt sie zwischen Usch im Nordwesten und Zendscheid im Südosten hindurch. Dann läuft der Fluss durch St. Thomas. Ab dem windungsreichen Abschnitt bei Kyllburg läuft der Fluss ein Stück nach Westen, wobei er Malberg südlich tangiert. Kurz darauf dreht er nach Südosten und bei Unterqueren der Bundesautobahn 60 nach Süden. Hiernach tangiert die Kyll – nach Verlassen der Kyllburger Waldeifel und bei Unterqueren der Bundesstraße 257 – Erdorf im Westen und wendet sich etwa ab ihrer Schleife beim Mötscher Weiler Albach nach Südosten. Nach anschließendem Unterqueren der Bundesstraße 50 passiert sie Metterich südwestlich und fließt durch Hüttingen.

#### Unterlauf
Nach anschließendem südwestlichen Passieren von Philippsheim, wonach der Spanger Bach zufließt, dreht der Fluss wieder nach Südsüdwesten, passiert Speicher und tangiert Auw an der Kyll – jeweils westlich. Dann schlägt er eine Linkskurve um das auf einer Hochfläche gelegene Hosten und fließt ein Stück etwa nach Osten.
Dann wechselt die Kyll in den Landkreis Trier-Saarburg über. Darin passiert sie Daufenbach und Mühlenflürchen jeweils westlich, wobei sie bis Kordel, wo der Welschbilligerbach einmündet, nach Süden läuft. Ab Kordel dreht der Fluss nach Südosten und wird fortan von der Bundesstraße 422 begleitet. Bei der darauf folgenden Kordeler Ansiedlung Ramsteinerbrücke mündet der Butzerbach und etwas unterhalb davon der Lohrbach ein.
Dann erreicht die Kyll das Gebiet der kreisfreien Stadt Trier. Dort durchfließt sie – nach Einmünden des Kutbachs – den Trierer Ortsteil Ehrang, wo der Linkenbach zufließt und die B 422 endet. Etwas unterhalb davon mündet der Wallenbach ein. Kurz darauf unterquert die Kyll – nach Verlassen der Eifelstrecke – die Moselstrecke (Trier–Koblenz) und die Bundesstraße 53 und fließt in ihrem Schlussstück entlang der Bundesstraße 52. Dann mündet sie auf etwa 123 m Höhe in die bei Ehrang etwa von Süden heranfließende Mosel.

### Einzugsgebiet und Zuflüsse
Das Einzugsgebiet der 127,6 km langen Kyll hat eine Größe von 849,5 km².
 Diagramme
| Die 10 längsten Zuflüsse der Kyll                                 | Die 10 längsten Zuflüsse der Kyll | Die 10 längsten Zuflüsse der Kyll | Die 10 längsten Zuflüsse der Kyll | Die 10 längsten Zuflüsse der Kyll |
| ----------------------------------------------------------------- | --------------------------------- | --------------------------------- | --------------------------------- | --------------------------------- |
| Quelle                                                            |                                   |                                   |                                   |                                   |
| Taubkyll                                                          | Taubkyll                          |                                   | 8,4 km                            | 8,4 km                            |
| Simmel                                                            | Simmel                            |                                   | 9,3 km                            | 9,3 km                            |
| Wirft                                                             | Wirft                             |                                   | 11,2 km                           | 11,2 km                           |
| Wiesbach                                                          | Wiesbach                          |                                   | 8,4 km                            | 8,4 km                            |
| Tieferbach                                                        | Tieferbach                        |                                   | 9,4 km                            | 9,4 km                            |
| Oosbach                                                           | Oosbach                           |                                   | 17,5 km                           | 17,5 km                           |
| Fischbach                                                         | Fischbach                         |                                   | 9,2 km                            | 9,2 km                            |
| Spanger Bach                                                      | Spanger Bach                      |                                   | 16,5 km                           | 16,5 km                           |
| Stillegraben                                                      | Stillegraben                      |                                   | 8,5 km                            | 8,5 km                            |
| Welschbilligerbach                                                | Welschbilligerbach                |                                   | 11,1 km                           | 11,1 km                           |
| Mündung – dunkelblau: linke Zuflüsse, hellblau: rechte Zuflüsse – |                                   |                                   |                                   |                                   |

| Die 10 größten Einzugsgebiete an der Kyll                         | Die 10 größten Einzugsgebiete an der Kyll | Die 10 größten Einzugsgebiete an der Kyll | Die 10 größten Einzugsgebiete an der Kyll | Die 10 größten Einzugsgebiete an der Kyll |
| ----------------------------------------------------------------- | ----------------------------------------- | ----------------------------------------- | ----------------------------------------- | ----------------------------------------- |
| Quelle                                                            |                                           |                                           |                                           |                                           |
| Taubkyll                                                          | Taubkyll                                  |                                           | 25,2 km²                                  | 25,2 km²                                  |
| Simmel                                                            | Simmel                                    |                                           | 19,3 km²                                  | 19,3 km²                                  |
| Wirft                                                             | Wirft                                     |                                           | 23,2 km²                                  | 23,2 km²                                  |
| Glaadtbach                                                        | Glaadtbach                                |                                           | 19,8 km²                                  | 19,8 km²                                  |
| Wiesbach                                                          | Wiesbach                                  |                                           | 18,6 km²                                  | 18,6 km²                                  |
| Oosbach                                                           | Oosbach                                   |                                           | 70,2 km²                                  | 70,2 km²                                  |
| Fischbach                                                         | Fischbach                                 |                                           | 22,5 km²                                  | 22,5 km²                                  |
| Spanger Bach                                                      | Spanger Bach                              |                                           | 71,5 km²                                  | 71,5 km²                                  |
| Bedenbach                                                         | Bedenbach                                 |                                           | 21,7 km²                                  | 21,7 km²                                  |
| Welschbilligerbach                                                | Welschbilligerbach                        |                                           | 33,1 km²                                  | 33,1 km²                                  |
| Mündung – dunkelblau: linke Zuflüsse, hellblau: rechte Zuflüsse – |                                           |                                           |                                           |                                           |

### Ortschaften
Die folgenden Ortschaften, Ansiedlungen und Weiler liegen an der Kyll (flussabwärts betrachtet; sortiert spaltenweise, erst links, danach rechts):
- Losheimergraben (Büllingen; Hellenthal)
- Hallschlag
- Schopphof und Frauenkron (Dahlem)
- Kronenburg (Dahlem)
- Hammerhütte (Dahlem)
- Stadtkyll
- Glaadt (Jünkerath)
- Jünkerath
- Krimm
- Gönnersdorf
- Birgel
- Lissendorf
- Oberbettingen
- Niederbettingen (Hillesheim)
- Bolsdorf (Hillesheim)
- Dohm (Dohm-Lammersdorf)
- Bewingen (Gerolstein)
- Rockeskyll
- Schloßbrunnen Gerolstein (Gerolstein)
- Pelm
- Gerolstein
- Lissingen
- Birresborn
- Mürlenbach
- Densborn
- Usch
- Zendscheid
- St. Thomas
- Kyllburg
- Malberg
- Erdorf (Bitburg)
- Mötsch-Albach (Bitburg)
- Metterich-Mettericher Mühle
- Hüttingen an der Kyll
- Philippsheim
- Speicher
- Auw an der Kyll
- Kyll an der Kyll (Welschbillig)
- Daufenbach (Zemmer)
- Mühlenflürchen (Zemmer)
- Kordel
- Ramsteinerbrücke (Kordel)
- Trier-Ehrang (Trier)

## Hochwasser
Während der Flutkatastrophe im Juli 2021 führte die Kyll am 15. des Monats, bei Verdopplung des bisherigen Rekordwerts, mit rund 450 m³/s und einem Wasserstand von 5,90 m am Pegel Kordel ihre höchste Abflussmenge seit Beginn der Aufzeichnungen und sorgte für eine Überschwemmung zahlreicher Orte an der Kyll nebst Mündungsort Trier-Ehrang.